# L'Oiseau-Lyre
Éditions de l'Oiseau-Lyre, también conocida como L'Oiseau-Lyre, es una editorial musical y una compañía discográfica francesa con sede en París y luego en Mónaco, especializada en música clásica antigua y barroca. Fue fundada en 1932 por Louise Hanson-Dyer.

## Historia
La compañía fue creada en 1932 por Louise Dyer, más tarde Louise Hanson-Dyer, que era una pianista y filántropa australiana que se había radicado en Francia dos años antes. Dyer había reunido una colección de manuscritos, música impresa, letras y disertaciones de los períodos musicales temprano, barroco y clásico.
El nombre en francés del ave lira australiano, "L'Oiseau-Lyre", fue elegido por ella; el logo de la compañía fue una representación de la cola de un ave lira macho.
Su pretensión era producir ediciones históricas de compositores europeos de los siglos XV al XIX. El primer proyecto fueron las obras completas de François Couperin. No ahorró dinero en becas o en impresión, y el resultado fue una colección de 12 volúmenes publicada en 1933, el 200.º aniversario de la muerte del compositor. En 1934 fue nombrada chevalier de la Legión de Honor en reconocimiento a este logro.
En 1948 trasladó la compañía a Mónaco después de una interrupción debida a la Segunda Guerra Mundial. Louise murió en 1962 y su segundo esposo, Jeff Hanson, continuó con la publicación de bellas ediciones, pero trasladó el centro de la compañía a grabaciones de larga duración de alta calidad, típicamente piezas para clave del barroco, con el manejo técnico por ingenieros del sello Decca Records. En 1970 la rama de grabación fue finalmente vendida a Decca, que continuó con el sello discográfico en la misma línea bajo la dirección de Peter Wadland.
Jeff Hanson murió en 1971 y su segunda esposa, Margarita M. Hanson, siguió llevando el negocio de publicación hasta 1996. Bajo su guía, se publicó la colección de 25 volúmenes de Música polifónica del siglo XIV, seguida por el Magnus Liber Organi y la serie Le Grand Clavier, con la sustancial colaboración y ayuda financiera de la Universidad de Melbourne. Margarita se retiró en 1995 y el control de la compañía pasó a Davitt Moroney, un clavecinista y erudito musical que había estado con la firma desde el año 1981.
La colección Hanson-Dyer está actualmente en la Biblioteca Musical Louise Hanson-Dyer en la Universidad de Melbourne.